# 寇特妮·史達頓
寇特妮·亞歷克西斯·史達頓（英語：Courtney Alexis Stodden，1994年8月29日—）是一位美國女名流、模特兒、演員、錄音藝術家和國家發言人；同時，史達頓也是善待動物組織的活動家。2011年，16歲的她與50歲的演員道格·休奇森結婚後，便受到了媒體廣泛的關注。2017年1月，據報導，史達頓與休奇森已離婚，但兩人還是持續在一起生活。
史達頓曾於2013年時參加過電視節目《名人老大哥》的第十二季。
2016年，史達頓出演了愛情喜劇片《Love Addict》。

## 外部連結
- 官方网站
- 寇特妮·史達頓在互联网电影资料库（IMDb）上的資料（英文）